# Тајетон (Вашингтон)
Тајетон (енгл. Tieton) град је у америчкој савезној држави Вашингтон у округу Јакима. По попису становништва из 2010. године у њему је живјело 1.191 становника. Број становника био је 1.389 на попису 2020. године.
У посљедњих неколико година, Тејтон је претрпио економску депресију, са падом својих складишта воћа. Од 2007. године, адвокат из Сијетла и оснивач предсједник умјетничке издавачке куће Marquand Books улаже у град и покушавају да га оживи, пројектом који називају пројектом "Моћни Тејтон".

## Историја
Тејтон је званично инкорпориран 5. јуна 1942. године. Тејтон је добио име по ријеци Тејтон, што значи "бучна вода".

## Географија
Према Бироу за попис становништва Сједињених Америчких Држава, град има укупну површину од 0,82 квадратних миља (2,12 km2), све то земљиште.
Тејтон се налази у близини ушћа ријеке Тејтон у ријеку Начес. 

### Клима
Овај климатски регион је типичан великим сезонским температурним разликама, са топлим до топлим (и често влажним) љетима и хладним (понекад јако хладним) зимама. Према систему Кепеновој класификацији климе, Тејтон има влажну континенталну климу, скраћено "Dfb" на климатским картама.

## Демографија

### Попис 2010.
Према попису становништва из 2010. у граду је живело 1.191 становника, што је 37 (3,2%) становника више него 2000. године.
То је 358 домаћинстава и 279 породица. Густина насељености била је 1.452,4 становника по квадратној миљи (560,8 / km2). Било је 385 стамбених јединица са просјечном густином од 469,5 по квадратној миљи (181,3 / km2). Расни састав града био је 59,9% белаца, 0,3% Афроамериканаца, 2,4% Индијанаца, 0,3% Азијата, 0,1% Пацифичког острвљанина,31,9% из других раса и 5,3% из две или више раса. Хиспаноамериканци или Латиноамериканци било које расе били су 64,4% становништва.
Било је 358 домаћинстава, од којих је 54,2% имало децу млађу од 18 година која су живела са њима, 51,7% су били брачни парови који живе заједно,19,3% је имало женског домаћина без мужа, 7,0% је имало мушког домаћина без супруге, а 22,1% су биле не-породице. 16 ,2 % свих домаћинстава чинили су појединци, а 7,3% је имало некога ко је живио сам и имао 65 година или старији. Просечна величина домаћинства била је 3,33, а просечна величина породице 3,67.
Средња старост у граду била је 29,2 година. 33 ,8 % становника било је млађе од 18 година; 10,6 % је било у доби од 18 до 24 године; 28 ,7 % је било од 25 до 44; 19 ,8 % је било од 45 до 64; а 7% је било старије од 65 година. Родни састав града био је 49,5% мушкараца и 50,5% жена.

### Попис 2000.
Од пописа из 2000. године, у граду је живјело 1.154 људи, 341 домаћинства и 267 породица. Густина насељености била је 1.516,8 људи по квадратној миљи (586,3 / km2). Било је 363 стамбених јединица у просјечној густини од 477.1 по квадратној миљи (184.4 / km2). Расни састав града био је 54,07% бијелаца, 0,17% Афроамериканаца, 1,39% Индијанаца, 0,69% Азијата, 0,09% са Пацифичких острва, 41,33% из других раса и 2,25% из двије или више раса. Хиспаноамериканци или Латиноамериканци било које расе били су 54,33% становништва.
Било је 341 домаћинства, од којих је 52,2% имало дјецу млађу од 18 година која су живјела са њима, 61,0% су били брачни парови који живе заједно, 13,8% је имало женског домаћина без мужа, а 21,7% су биле не-породице. 18 ,5 % свих домаћинстава чинили су појединци, а 9,1% је имало некога ко је живио сам и имао 65 година или старији. Просјечна величина домаћинства била је 3,38, а просјечна величина породице 3,88. 
У граду старосна расподјела становништва показује 37,2% млађих од 18 година, 11,4% од 18 до 24, 30,5% од 25 до 44, 14,2% од 45 до 64 године и 6,7% који су били старији од 65 година. Средња старост била је 26 година. На сваких 100 жена било је 99,3 мушкараца. На сваких 100 жена старости 18 и више, било је 94.4 мушкараца.
Средњи приход за домаћинство у граду био је 30.052 долара, а средњи приход за породицу био је 34.583 долара. Мушкарци су имали средњи приход од $ 24,750 у односу на $ 18,750 за жене. Приход по глави становника за град био је 12.439 долара. Око 14,5% породица и 17,9% становништва било је испод границе сиромаштва, укључујући 21,9% оних млађих од 18 година и 26,3% оних старијих од 65 година. 
| Група             | 2000.       | 2010.       |
| Белци             | 495 (42,9%) | 395 (33,2%) |
| Афроамериканци    | 2 (0,2%)    | 3 (0,3%)    |
| Азијати           | 8 (0,7%)    | 3 (0,3%)    |
| Хиспаноамериканци | 627 (54,3%) | 767 (64,4%) |
| Укупно            | 1.154       | 1.191       |